# Knightsen
Knightsen is een plaats in Contra Costa County in Californië in de VS.

## Geografie
Knightsen bevindt zich op 37°58′9″Noord, 121°39′56″West. De totale oppervlakte bedraagt 13,0 km² (5,0 mijl²) wat allemaal land is.

## Demografie
Volgens de census van 2000 bedroeg de bevolkingsdichtheid 66,4/km² (171,7/mijl²) en bedroeg het totale bevolkingsaantal 861 dat bestond uit:
- 75,96% blanken
- 6,12% zwarten of Afrikaanse Amerikanen
- 1,39% inheemse Amerikanen
- 0,23% Aziaten
- 0,70% mensen afkomstig van eilanden in de Grote Oceaan
- 12,54% andere
- 9,06% twee of meer rassen
- 26,48% Spaans of Latino

Er waren 281 gezinnen en 214 families in Knightsen. De gemiddelde gezinsgrootte bedroeg 3,04.

## Plaatsen in de nabije omgeving
De onderstaande figuur toont nabijgelegen plaatsen in een straal van 16 km rond Knightsen.